# Ben Knight
Benjamin Leo Knight, född 14 juni 2002, är en engelsk fotbollsspelare som spelar för Crewe Alexandra, på lån från Manchester City.